# Sitiphus ammodites
Sitiphus ammodites är en skalbaggsart som beskrevs av Henri de Peyerimhoff 1939. Sitiphus ammodites ingår i släktet Sitiphus och familjen Aphodiidae. Inga underarter finns listade i Catalogue of Life.